# Ningzong
El emperador Ningzong de Song (19 de noviembre de 1168 - 17 de septiembre de 1224), de nombre personal Zhao Kuo, fue el decimotercer emperador de la dinastía Song de China y el cuarto emperador de la dinastía Song del Sur. Reinó desde 1194 hasta su muerte en 1224.
Era el segundo hijo y el único superviviente de su predecesor Guangzong. Durante el reinado de Ningzong se construyeron 75 santuarios y estelas conmemorativas, el mayor número de la historia Song. Fue un gran mecenas del arte, promocionando a artistas como Liang Kai y Ma Yuan a pintores y escribiendo poemas sobre sus cuadros. A la muerte de Ningzong, un funcionario menor y pariente de Ningzong se convirtió en el emperador Lizong.

### Citas
1. ↑  Paludan, Ann (1 de enero de 2009). Chinese Emperors: The Reign-by-Reign Record of the Rulers of Imperial China (en inglés). Thames & Hudson. ISBN 9780500287644.
2. ↑  Huang, Kuo Hung (6 de marzo de 2017). Telecommunication: Changing Humanities and Smart Application of Digital Technologies (en inglés). Bentham Science Publishers. p. 50. ISBN 9781681084077.
3. ↑  Shen, Zhiyu (1981). The Shanghai Museum of Art. New York: Harry N. Abrams, Inc. pp. 223–224. ISBN 0-8109-1646-0. (requiere registro).